# Paasklokken
Volgens de katholieke traditie (in België, Frankrijk en delen van Nederlands Limburg) brengen de paasklokken op Pasen chocolade- en suikereieren die ze tijdens het Paastriduüm gaan halen zijn in Rome.
De klokken zijn immers na het Gloria van de H. Mis op Witte Donderdag vertrokken naar Rome om er de eieren te halen en komen pas terug in de paasnacht. De klokken hebben de vorm van kerkklokken met vleugeltjes en vliegen door de lucht.
De eieren worden gedropt in de tuin of op het balkon tussen de planten. Een enthousiaste speurtocht op paasmorgen hoort dan uiteraard bij deze traditie.
Het thema van de paasklokken wordt ook veelvuldig gebruikt in knutselwerkjes en paasschalen rond de paastijd.
In protestantse regio's (Nederland, Duitsland, Angelsaksische landen,...) brengt de paashaas de paaseieren.